# 金井ビル火災
金井ビル火災（かないビルかさい）とは、1966年（昭和41年）1月9日未明に神奈川県川崎市駅前本町の「金井ビル」で発生した雑居ビル火災である。
死者12人、負傷者14人におよぶ被害を出した。
本件火災は、大きな人的被害を出した雑居ビル火災としては日本において初めての事例とされ、雑居ビルの概念を一般に定着させた。また防火区画の不備から延焼拡大を招き、階段やダクトなどの縦穴区画が不完全であったことから煙による被害が甚大となった。その結果、縦穴区画および排煙設備の規定に関して建築基準法令の改正が施行されるきっかけとなった。

## 金井ビル
金井ビルは、1961年（昭和36年）4月に川崎市（現在の同市川崎区）駅前本町2で竣工した地上6階建､地下1階を含む複合用途の商業雑居ビルである。金井ビルの建築的特徴は、建築面積約200平方メートル、延床面積約1,399平方メートル、最上階6階までの高さ23.1メートル､表間口9.2メートル（南面）、裏間口8.9メートル（北面）、奥行23.3メートル（東面および西面）などである。外観的特徴としては､間口が狭く奥行きが深い、京町屋のような細長い外形をしたペンシルビルであった。構造的特徴としては、鉄筋コンクリート造（RC造）で、大通りに面した南面のみにカーテンウォール型の全面ガラス張りアルミサッシを採用し、その他の面はタイル張りとなっていた。
1966年当時の各階の用途は、地下1階が喫茶店「ニューモンブラン」および倉庫、1階がパチンコ店、2階がスマートボール遊技場（1・2階ともに店舗名「びっくりや」）、3階および4階がキャバレー「ミス川崎」、5階がビル経営者の住居・金井ビル総合事務所・倉庫、6階が遊技場従業員用宿舎および機械室、屋上には塔屋（PH）および平屋建プレハブ住居が設置されていた。
3階と4階の間は､フロアの一部が吹き抜け構造になっており、両階を鉄製の螺旋階段で結んでいた。屋上設置のプレハブ住居に関しては、1963年（昭和38年）4月に増設され、ビル経営者の親族が居住していたが、建築許可を得ていない違法な建築物となっていた。
金井ビルは、昭和30年代から40年代にかけて全国の都市部で乱立し始めていた典型的な中小の雑居ビルであった。

## 火災

### 出火
1966年1月9日0時58分頃、3階のキャバレー「ミス川崎」の女子更衣室・木製ロッカー内から出火した。出火後の初期消火には失敗した。

### 救助
消防は初期情報から逃げ遅れなしと考えていたが、野次馬が屋上に人影を発見、所有者の長男・次男・親戚の7名が取り残されていることを知った。彼らを助けるため、はしご車のアームを伸ばしての救助を試みたが、はしごは12mまでで、高さ23mの場所にいる彼らのところに届かなかった。
川崎市消防局は苦肉の策として、隣のビルからナイロンロープを渡して7名を渡らせるという決断を行った。ただ、命綱を付けないこと、深夜で闇の中だったこと、年少者がいることも危険の度合いを増していた。しかし、消防隊の懸命の努力により危険を乗り越え、7名が渡り切り、ロープを使った救助に成功した。

## 火災後
この火災後、高層化するビルに対応するため、川崎市消防局に31m級のはしご車が配備され、全国の消防に先立って川崎市消防局に専任の「消防特別救助隊」が編成されることとなった。
なお、火災現場となった場所には現在同名のビルが建っている。